# Plesiocystiscus jewettii
Plesiocystiscus jewettii là một loài ốc biển săn mồi cỡ nhỏ, là động vật thân mềm chân bụng sống ở biển trong họ Cystiscidae.